# 法维耶尔
法维耶尔（法語：Favières，法語發音：[favjɛʁ] ⓘ）是法国塞纳-马恩省的一个市镇，属于普罗万区。

## 地理
法维耶尔（48°45'51"N, 2°46'29"E）面积28.27 平方千米，位于法国法蘭西島大區塞纳-马恩省，该省份为法国北部内陆省份，北起瓦兹省，西接埃松省、马恩河谷省、塞纳-圣但尼省和瓦兹河谷省，南至卢瓦雷省，东南接约讷省，东临马恩省和奥布省，东北接埃纳省。
与法维耶尔接壤的市镇（或旧市镇、城区）包括：比西圣乔治、布里地区讷夫穆捷、蓬卡雷、布里地区图尔南、圣但尼新城、格雷茨-阿曼维利耶、若西尼。

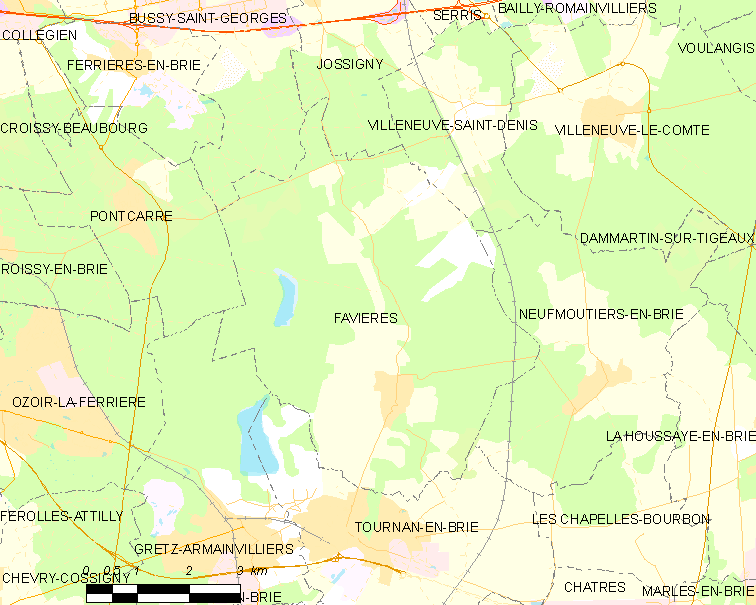
法维耶尔的OSM定位图

法维耶尔的时区为UTC+01:00、UTC+02:00（夏令时）。

## 行政
法维耶尔的邮政编码为77220，INSEE市镇编码为77177。

## 政治
法维耶尔所属的省级选区为奥祖瓦尔-拉费里耶尔县。

## 人口

1962-2008年间法维耶尔人口变化图示

法维耶尔于2022年1月1日时的人口数量为1293人。